# San Vicente y las Granadinas en los Juegos Olímpicos de Tokio 2020
San Vicente y las Granadinas estuvo representada en los Juegos Olímpicos de Tokio 2020 por tres deportistas, dos mujeres y un hombre, que compitieron en dos deportes.
La portadora de la bandera en la ceremonia de apertura fue la atleta Shafiqua Maloney. El equipo olímpico sanvicentino no obtuvo ninguna medalla en estos Juegos.